# Comunità francese del Belgio
La comunità francese del Belgio (in francese communauté française de Belgique e Fédération Wallonie-Bruxelles) è una delle tre comunità linguistiche del Belgio, competente sul suo territorio nella gestione dei servizi culturali ed educativi in lingua francese (cultura, uso della lingua, istruzione, cooperazione inter-comunitaria e internazionale). La comunità ha un proprio governo, un proprio parlamento e propri organi amministrativi, ed è membro dell'Organizzazione internazionale della francofonia in qualità di governo sottonazionale (anche il Belgio a livello federale è infatti membro della Francofonia).
La comunità francofona comprende:
- 3.300.000 valloni di lingua francese, ossia la quasi totalità degli abitanti della Vallonia tranne i circa 70.000 abitanti della comunità belga di lingua tedesca.
- circa 900.000 abitanti della regione di Bruxelles-Capitale (1.024.442 abitanti, francofona al 90%)

La popolazione belga di lingua francese ammonta quindi in totale a circa 4.200.000 persone, ripartite per l'80% in Vallonia e per il 20% a Bruxelles. Si tratta del 41% del totale della popolazione del Belgio (la Comunità Fiamminga conta per il 58% e quella di lingua tedesca per l'1%).
Una minoranza di cittadini belgi francofoni (circa 200-300.000 persone) risiede nelle Fiandre, concentrata in particolare nei comuni fiamminghi a ridosso della periferia di Bruxelles, dove in alcuni casi costituisce la maggioranza assoluta della popolazione, e a causa delle leggi federali in materia non può rientrare nelle statistiche ufficiali della Comunità francofona del Belgio né può accedere ai suoi servizi al di fuori del suo territorio.